# NGC 2255
NGC 2255 је спирална галаксија у сазвежђу Голуб која се налази на NGC листи објеката дубоког неба.
Деклинација објекта је - 34° 48' 42" а ректасцензија 6h 33m 58,6s. Привидна величина (магнитуда) објекта NGC 2255 износи 13,5 а фотографска магнитуда 14,2. Налази се на удаљености од 79,650 милиона парсека од Сунца. NGC 2255 је још познат и под ознакама ESO 365-31, MCG -6-15-10, IRAS 06321-3446, PGC 19260.